# Le Péché d'une mère (film, 1909)
Pour les articles homonymes, voir Le Péché d'une mère.
Le Péché d'une mère est un film muet français réalisé par Louis Feuillade sorti en 1909.

## Distribution
- Renée Carl
- Maurice Vinot